# Vozrojdénie (Mirskoi)
Vozrojdénie - Возрождение (rus) és un possiólok que pertany al possiólok de Mirskoi (krai de Krasnodar, Rússia). Es troba a la vora dreta del riu Beissug. És a 11 km al nord-oest de Kropotkin i a 120 km al nord-est de Krasnodar.